# Iwa Deliwerska
Iwa Deliwerska (bulgarisch Ива Деливерска, englisch Iva Deliverska; * 20. November 2008) ist eine bulgarische Hürdenläuferin, die sich auf die 100-Meter-Distanz spezialisiert hat.

## Sportliche Laufbahn
Erste internationale Erfahrungen sammelte Iwa Deliwerska im Jahr 2024, als sie bei den U18-Balkan-Meisterschaften in Maribor in 13,46 s die Silbermedaille im 100-Meter-Hürdenlauf gewann und sich auch mit der bulgarischen 4-mal-100-Meter-Staffel in 47,11 s die Silbermedaille sicherte. Anschließend gelangte sie bei den U18-Europameisterschaften in Banská Bystrica mit 13,47 s auf den fünften Platz. Im August schied sie bei den U20-Weltmeisterschaften in Lima mit 13,95 s im Vorlauf aus. Im Jahr darauf gewann sie bei den U20-Balkan-Hallenmeisterschaften in Sofia in 8,59 s die Bronzemedaille über 60 m Hürden und siegte im Juli in 13,56 s bei den U20-Balkan-Meisterschaften in Craiova. Anschließend belegte sie beim Europäischen Olympischen Jugendfestival (EYOF) in Skopje in 13,43 s den vierten Platz, ehe sie bei den U20-Europameisterschaften in Tampere mit 13,81 s im Halbfinale ausschied. 
2024 wurde Deliwerska bulgarische Meisterin im 100-Meter-Hürdenlauf sowie 2024 und 2025 Hallenmeisterin über 60 m Hürden.

## Persönliche Bestleistungen
- 100 m Hürden: 13,56 s (−1,5 m/s), 13. Juli 2025 in Craiova
  - 60 m Hürden (Halle): 8,40 s, 23. Februar 2025 in Sofia